# Шейх-Ібрагім I
Шейх-Ібрагім I (д/н—1417) — 34-й ширваншах в 1382—1417 роках. Активно боровся проти чагатайського аміра Тимура та його нащадків. Втім вимушений був визнати владу Кара-Коюнлу.

## Життєпис
Належав до дербентської гілки правлячої династії ширваншахів. Син Султана-Мухаммада ібн Кейкубада. Народився у Дербенді або Шекі, коли саме невідомо. 1382 році скориставшись поваленням ширваншаха Хушенга, заявив права на трон. Визнаний ширваншахом, ставши засновником династії Дербенті.
Спрямував свої зусилля на відновлення політичної, військової та економічної потуги держави Ширваншахів. Вимушений був маневрувати між Золотою Ордою та державою аміра Тимура. У 1385—1386 роках внаслідок походу золотоординського хана Тохтамиша зазнав поразки й вимушений був визнати зверхність останнього. Згодом намагався спиратися на Золоту Орду проти Тимура.
1387 року війська Тимура сплюндрували південні області Ширвану. Ібрагім I визнав себе васалом також Тимура. 1388 року долучився до походу останнього проти Османської держави. У 1390-х роках Ширван знову зазнав нападу Золотої Орди. Загроза ординських ханів зникла після походу Тимура 1395 року. Разом з тим держава Ібрагіма I зазнала чималих збитків.
З 1404 року ширваншах як васал став підкорятися тимуриду мірзі Омару. 1405 року, скориставшись смертю Тимура, ширваншах розпочав боротьбу за незалежність. Спочатку зайняв Гянджу. На його бік перейшли Сеїд Ахмед, володар Шекі, Яр Ахмад з племені караманли в Карабасі, емір Бістам Джагір з племені джагірлу, володар Ардебіля. Водночас почалося повстання в Грузії. Влітку того року в битві на березі річки Кура коаліція на чолі з Ібрагімом I завдала поразки армії Мірзи Омару, сина Міран-шаха, правителя північної Персії.
У 1406 році зумів зайняти Тебриз та увесь південний Азербайджан. Втім невдовзі під тиском султана Ахмада Джалаїріда відступив. Невдовзі ширваншах виступив у союзі з останнім проти Кара Юсуфа, вождя племені Кара-Коюнлу. Він відправив війська на допомогу Джалаїрідам на чолі із сином Кай-Умаром. Але того було переможено Кара-Коюнлу, а слідом за цим — султана Ахмада.
У 1411 році Шейх-Ібрагім I, для розвитку добросусідських відносин з Тимурідами, спрямував своїх послів з дорогими подарунками до правителя держави Тимуридів Шахруха. У 1412 року Ібрагім I в союзі з Костянтином XII, царем Грузії, Сеїдом Ахмадом, правителем Шекі, виступив проти Кара Юсуфа, але у запеклій битві біля Кури зазнав нищівної поразки. При цьому Ібрагім I потрапив у полон. 1413 року після визнання зверхності Кара-Коюнлу та сплати викупу в 1200 туманів повернувся до Ширвану.
Незважаючи на те, що держава Ширваншахів в політичному відношенні залежала від Кара-Коюнлу, вона змогла зберегти внутрішню незалежність і продовжити політичні відносини з сусідніми країнами. Помер 1417 року. Йому спадкував син Халілулла I.